# Final del Campionat del Món de Clubs de futbol 2015
La final del Campionat del Món de Clubs de futbol 2015 fou el partit final del Campionat del Món de Clubs de futbol 2015, un torneig de futbol disputat al Japó. Fou l'onzena final del Campionat del Món de Clubs de futbol, un torneig organitzat per la FIFA entre els clubs campions de cadascuna de les sis confederacions, més el campió de lliga del país organitzador.
La final es va disputar entre el club argentí River Plate, representant de la CONMEBOL i campió regnant de la Copa Libertadores i el FC Barcelona, representannt la UEFA com a campió regnant de la Lliga de Campions de la UEFA. Es va disputar a l'Estadi Internacional de Yokohama el 20 de desembre de 2015.
El FC Barcelona va guanyar 3–0 i va aconseguir així el seu tercer títold e Campió del Món de clubs de la FIFA.
Aquest torneig fou també la cinquena competició guanyada pel club l'any 2015.

## Context

### River Plate
El River Plate es va classificar pel torneig com a campió de la Copa Libertadores 2015, després d'una victòria per 3–0 de resultat global contra els Tigres UANL a la final. Aquest fou la primera participació de River Plate al torneig. Anteriorment havia participat dos cops a la Copa Intercontinental, predecessora del Campionat del Món de Clubs, amb una victòria (1986) i una derrota (1996). Va assolir la final després de derrotar el club japonès Sanfrecce Hiroshima a les semifinals.

### FC Barcelona
El FC Barcelona es va classificar pel torneig com a guanyador de la Lliga de Campions de la UEFA 2014–15, gràcies a la seva victòria per 3–1 contra la Juventus a la final. Aquest era el quart cop que el FC Barcelona disputava el torneig, que havia guanyat dos cops el 2009 i el 2011, i del qual havia estat finalista el 2006. Anteriorment havia jugat un cop la Copa Intercontinental, amb derrota (1992). El Barça va arribar a la final derrotant el club xinès Guangzhou Evergrande a les semifinals.

## Camí a la final
| River Plate                            | Equip             | FC Barcelona                                      |
| -------------------------------------- | ----------------- | ------------------------------------------------- |
| CONMEBOL                               | Confederació      | UEFA                                              |
| Campió de la Copa Libertadores 2015    | Classificació     | Campió de la Lliga de Campions de la UEFA 2014–15 |
| Bye                                    | Ronda de Play-off | Bye                                               |
| Bye                                    | Quarts de final   | Bye                                               |
| 1–0 Sanfrecce Hiroshima · (Alario 72') | Semifinals        | 3–0 Guangzhou Evergrande · (Suárez 39', 50', 67') |

## Partit

### Detalls
| River Plate | 0–3     | FC Barcelona                |
| ----------- | ------- | --------------------------- |
|             | Detalls | Messi 36' · Suárez 49', 68' |

| River Plate | FC Barcelona |

| GK               | 1  | Marcelo Barovero (c) |     |     |
| RB               | 25 | Gabriel Mercado      |     |     |
| CB               | 2  | Jonathan Maidana     |     |     |
| CB               | 3  | Éder Álvarez Balanta |     |     |
| LB               | 21 | Leonel Vangioni      |     |     |
| DM               | 5  | Matías Kranevitter   | 10' |     |
| RM               | 8  | Carlos Sánchez       |     |     |
| AM               | 19 | Tabaré Viúdez        |     | 56' |
| LM               | 23 | Leonardo Ponzio      | 32' | 46' |
| CF               | 7  | Rodrigo Mora         |     | 46' |
| CF               | 13 | Lucas Alario         |     |     |
| Suplents:        |    |                      |     |     |
| GK               | 12 | Augusto Batalla      |     |     |
| GK               | 26 | Julio Chiarini       |     |     |
| DF               | 6  | Leandro Vega         |     |     |
| DF               | 20 | Milton Casco         |     |     |
| DF               | 24 | Emanuel Mammana      |     |     |
| MF               | 10 | Gonzalo Martínez     |     | 46' |
| MF               | 16 | Nicolás Bertolo      |     |     |
| MF               | 18 | Camilo Mayada        |     |     |
| MF               | 27 | Lucho González       |     | 46' |
| FW               | 11 | Javier Saviola       |     |     |
| FW               | 15 | Leonardo Pisculichi  |     |     |
| FW               | 22 | Sebastián Driussi    |     | 56' |
| Entrenador:      |    |                      |     |     |
| Marcelo Gallardo |    |                      |     |     |

| GK           | 13 | Claudio Bravo         |     |     |
| RB           | 6  | Dani Alves            |     |     |
| CB           | 3  | Gerard Piqué          |     |     |
| CB           | 14 | Javier Mascherano     |     | 81' |
| LB           | 18 | Jordi Alba            | 16' |     |
| RM           | 4  | Ivan Rakitić          | 43' | 67' |
| CM           | 5  | Sergio Busquets       |     |     |
| LM           | 8  | Andrés Iniesta (c)    |     |     |
| RF           | 10 | Lionel Messi          |     |     |
| CF           | 9  | Luis Suárez           |     |     |
| LF           | 11 | Neymar                | 61' | 89' |
| Suplents:    |    |                       |     |     |
| GK           | 1  | Marc-André ter Stegen |     |     |
| GK           | 25 | Jordi Masip           |     |     |
| DF           | 15 | Marc Bartra           |     |     |
| DF           | 21 | Adriano               |     |     |
| DF           | 23 | Thomas Vermaelen      |     | 81' |
| DF           | 24 | Jérémy Mathieu        |     | 89' |
| MF           | 20 | Sergi Roberto         | 72' | 67' |
| MF           | 26 | Sergi Samper          |     |     |
| MF           | 28 | Gerard Gumbau         |     |     |
| FW           | 17 | Munir El Haddadi      |     |     |
| FW           | 19 | Sandro Ramírez        |     |     |
| Entrenador:  |    |                       |     |     |
| Luis Enrique |    |                       |     |     |

| Àrbires assistents: Reza Sokhandan (Iran) Mohammadreza Mansouri (Iran) Quart àrbitre: Sidi Alioum (Camerun) | Regles del partit - 90 minuts. - 30 minuts de temps afegit si calgués. - Tanda de penals en cas que persistís l'empat. - Dotze suplents disponibles. - Màxim de tres substitucions. |